# Coenochilus conradti
Coenochilus conradti är en skalbaggsart som beskrevs av Hermann Julius Kolbe 1892. Coenochilus conradti ingår i släktet Coenochilus och familjen Cetoniidae. Inga underarter finns listade i Catalogue of Life.